# لاسلو كالمار
لاسلو كالمار (بالمجرية: Kalmár László)‏ هو عالم حاسوب وفيلسوف ورياضياتي وأستاذ جامعي مجري، ولد في 27 مارس 1905 في Edde, Hungary ‏ في المجر، وتوفي في 2 أغسطس 1976 في Mátraháza ‏ في المجر.